# Diran Manoukian
Diran Manoukian (1919.) je bivši francuski hokejaš na travi. Armenskog je podrijetla.
Na hokejaškom turniru na Olimpijskim igrama 1948. u Londonu je igrao za Francusku, koja je ispala u 1. krugu. Francuska je osvojila 4. mjesto u skupini "C". Na završnoj ljestvici je dijelila 5. – 13. mjesto.
Na hokejaškom turniru na Olimpijskim igrama 1952. u Helsinkiju je igrao za Francusku, koja je ispala u četvrtzavršnici. 
Zadnji put je nastupio na OI na hokejaškom turniru na Olimpijskim igrama 1960. u Rimu. Igrao je za Francusku koja je ispala u 1. krugu. Francuska je osvojila 3. mjesto u skupini "C". Na završnoj ljestvici je bila 10. Nastupio je s 41 godinom, no unatoč tome nije bio najstarijim igračem u francuskoj reprezentaciji na tom turniru.

## Vanjske poveznice
- Profil na Sports Reference.com  Arhivirana inačica izvorne stranice od 28. siječnja 2012. (Wayback Machine)